# Europees kampioenschap hockey C-landen mannen 2009
Het derde officiële Europees kampioenschap hockey voor C-landen (mannen) had plaats van 25 juli tot en met 31 juli 2009 in Zagreb, Kroatië. Het tweejaarlijkse evenement wordt ook wel de Nations Challenge I genoemd, en is een kwalificatietoernooi voor het EK hockey voor B-landen: de nummers één en twee promoveren en spelen twee jaar later op het EK voor B-landen.
Het toernooi staat onder auspiciën van de Europese Hockey Federatie.

## Uitslag
1. Oekraïne (gepromoveerd naar het EK voor B-landen 2011)
2. Zweden (gepromoveerd naar het EK voor B-landen 2011)
3. Portugal
4. Azerbeidzjan
5. Kroatië
6. Slovenië
7. Denemarken (gedegradeerd naar het EK voor D-landen 2011)